# Archidiecezja Cascavel
Archidiecezja Cascavel (łac. Archidioecesis Cascavellensis) – archidiecezja rzymskokatolicka w Brazylii z siedzibą w mieście Cascavel w stanie Parana.

## Historia
Diecezja Cascavel została erygowana 5 maja 1978 roku konstytucją apostolską Cum Toletanus papieża Pawła VI jako sufragania archidiecezji kurytybskiej. Diecezja powstała poprzez wyłączenie z terytorium diecezji toledańskiej.
16 października 1979 r. została podniesiona do rangi archidiecezji konstytucją apostolską Maiori Christifidelium papieża Jana Pawła II.

## Główne świątynie
- Archikatedra: Archikatedra Najświętszej Maryi Panny z Aparecidy w Cascavel

## Arcybiskupi Cascavel
- Armando Círio OSI (od 5 maja 1978 jako biskup, następnie arcybiskup metropolita: 16 października 1979 - 27 grudnia 1995)
- Lúcio Ignácio Baumgaertner † (27 grudnia 1995 - 31 października 2007)
- Mauro Aparecido dos Santos † (31 października 2007 - 11 marca 2021)
- Adelar Baruffi (31 października 2021 - 12 lutego 2024)
- José Mário Angonese (od 2 maja 2024)